# Aniseikonie
Mit Aniseikonie (altgr. von aniso ‚ungleich‘ und eikon ‚Bild‘) bezeichnet man einen Größenunterschied der beiden Bilder, die beim Sehen auf die Netzhaut des rechten und linken Auges projiziert werden. Im Gegensatz dazu wird eine Bildgrößengleichheit als Iseikonie bezeichnet.
Unterschiedliche Abbildungsgrößen können zum einen entstehen, wenn sich die optischen Eigenschaften beider Augen unterscheiden (Anisometropie). Man bezeichnet diesen Zustand auch als dioptrische Aniseikonie; die Brechkraft der Augen ist unterschiedlich.
Zum anderen können unterschiedliche Abbildungsgrößen durch eine funktionellen Aniseikonie hervorgerufen werden. Hier sind die Sinneselementen in Netzhaut und Sehrinde in den Augen unterschiedlich verteilt.
Eine physiologische Aniseikonie wird ausgelöst, indem ein Gegenstand seitlich von beiden Augen fixiert wird, wobei das objektnahe Auge eine größere Netzhautabbildung aufweist, als das objektferne.
Für das räumliche (stereoskopische) Sehen müssen die Netzhautbilder beider Augen zur Deckung gebracht werden. Bei ausgeprägten Aniseikonien kann die sensorische Fusion die Bildgrößenunterschiede nicht mehr ausgleichen. Es kommt dann zu Störungen des Binokularsehens, die Beschwerden verursachen können.